# Медяник, Владимир Юрьевич
Влади́мир Ю́рьевич Медя́ник (укр. Володимир Юрійович Медяник; род. 13 июня 1970, Ворошиловград) — украинский предприниматель, политик, общественный деятель. Депутат Украины VII созыва. Депутат Луганского городского совета с 2002 года. Председатель бюджетной комиссии ЛГС.
Народный депутат Украины Верховной Рады VII созыва. Комитет ВР по вопросам топливно-энергетического комплекса, ядерной политики и ядерной безопасности.
Член исполнительного комитета межпарламентской организации «Исполнительный комитет Национальной парламентской группы в Межпарламентском Союзе».
Входил в группы по межпарламентским связям с Великобританией, Австрией, США, Японией, Россией, Италией, Германией, Израилем, Швейцарией, ОАЭ, Францией, Швецией, Люксембургом, Сингапуром, Индией, КНР.
Автор ряда законопроектов. Кандидат экономических наук. Председатель федерации конного спорта Луганской области.

## Биография
Владимир Медяник родился 13 июня 1970 года в Ворошиловграде, УССР.
В 1987 году окончил экспериментальный специализированный класс (программирование, математика, физика) СШ № 17 г. Ворошиловграда.
После окончания школы поступил в Ворошиловградский машиностроительный институт на факультет транспортного машиностроения, где учился в течение 1987—1990 годов.
В 1988—1989 годах проходил срочную службу в рядах Вооружённых сил СССР.
В 1990 году поступил в Донецкий университет экономики и торговли, где в 1994 году получил диплом по специальности «экономист-менеджер управления».
Автор ряда научных работ: 1993—2001 гг.
В 2001 году получил степень кандидата экономических наук, защитив в Восточноукраинском национальном университете имени Владимира Даля диссертацию на тему «Компенсаторные возможности предприятий малого и среднего бизнеса».
В 22 года создал и возглавил своё первое предприятие «Трейд Импэкс».

## Бизнес
С 1992 года занимал должность начальника отдела по экономике, а с 1994 — генерального директора предприятия «Трейдимпекс».
В 1994—1996 годах работал генеральным директором производственно-коммерческой компании «Линтон», основной сферой деятельности которой является стройку.
В течение 1996—2006 годов был председателем наблюдательного совета ООО ПКФ «Электра». одновременно в 2001—2006 годах работал председателем правления ОАО «Россия». С 2001 года возглавляет общественную организацию «Луганский актив».
С 2006 года возглавлял строительную компанию «Терра», является членом наблюдательного совета ОАО «ЛУГАНСКДРУК».

## Луганский городской совет (2002—2012)
В 2002 году впервые избран депутатом Луганского городского совета по мажоритарному округу Ленинского района г. Луганска, где В. Медяник родился и проживал.
В 2005 году возглавил городскую организацию президентской партии «Наша Украина». В 2006 году перед местными выборами вышел из партии по идеологическим соображениям и из-за несогласия с «конъюнктурной» региональной политикой партии.
В 2006 году баллотировался на пост мэра Луганска. В течение выборов лидировал по соцопросам и экзитполам, однако по результатам подсчёта голосов проиграл выборы ставленнику ОГА.
В 2010 году вновь избран депутатом Луганского городского совета по спискам Коммунистической партии Украины. Возглавил бюджетную комиссию. В течение года под его кураторством был полностью восстановлен городской автобусный парк (ГАП), и городской совет закупил более 40 новых автобусов.
Коммунальный транспорт по инициативе В. Медяника, поддержанной горсоветом, бесплатно перевозил льготные категории граждан громады. Также для создания конкурентной среды и избежания монополии и коррупции на рынке транспортных услуг по инициативе В. Медяника в г. Луганск был привлечен немецкий оператор пассажирских перевозок.
В трёх депутатских приёмных В. Медяника бесплатно оказывалась правовая и юридическая помощь гражданам Луганска.

## Общественная деятельность. Благотворительность
В 2001 году для координации социальных проектов, реализуемых с 1998 года, В. Медяник с рядом активистов и неравнодушных к судьбе города горожан, создал общественную организацию «Луганский актив» и был избран её председателем.
Владимир Медяник инициировал ряд социально значимых проектов, в числе которых проект «Вернём дворы детям». В рамках данного проекта с 2001 по 2014 годы было отреставрировано и благоустроено 176 дворов многоквартирных домов, построены и установлены детские и спортивные площадки. По инициативе Медяника городской совет принял мораторий на выделение земли на внутридворовых территориях под коммерческую деятельность.
Будучи крупным предпринимателем, Медяник всегда был сторонником ведения социально ответственного бизнеса. В частности, он открыл в Луганске и области сеть социальных продуктовых магазинов «Продторг Советский», в которых товары предприятий аграрно-промышленного сектора и продовольствия реализовывались по оптовым ценам без торговой наценки пенсионерам, малообеспеченным гражданам и льготникам региона.
Также был открыт хлебопекарный цех, который обеспечивал «Продторг Советский» хлебобулочными изделиями по себестоимости. Медяник лично контролировал качество товаров в социальных магазинах.
Все проекты общественной организации «Луганский актив» финансировались и реализовывались при помощи бизнеса В. Медяника. Общественный совет «Луганского актива» совместно с представителями ОСМД, советом квартальных (частный сектор), членами громады Луганска на регулярных собраниях определяли общественную важность проектов и их приоритетность, а также графики реализации и их адресность.
Основные направления и проекты:
«Здоровье» — обеспечение медикаментами малоимущих, нуждающихся, пенсионеров, инвалидов и многодетных семей.
«Безопасность» — установка более чем в 100 домах металлических, кодовых подъездных дверей, восстановление уличного и внутриквартального освещения, восстановление дорожного покрытия (асфальта, плиты) на улицах и во дворах г. Луганска, оборудование пешеходных переходов (освещение, разметка, лежачие полицейские) возле школ, садиков, жилых кварталов.
«Спорт детям» — оборудование спортивных площадок, футбольных и баскетбольных/волейбольных полей, обеспечение спортивным инвентарем «дворовых» детских команд. И многие другие проекты.

## Верховная Рада Украины. Политическая деятельность
30 мая 2012 года написал заявление о выходе из фракции коммунистов в городском совете; в тот же день вступил в Партию регионов.
С 2012 года — депутат Верховной Рады Украины VII созыва.
На парламентских выборах 2012 года был избран народным депутатом от ПР по 109 избирательному округу.
В. Медяник является автором ряда законопроектов и законодательных инициатив, направленных на усиление роли местного самоуправления, развитие угледобывающей отрасли, транспортной инфраструктуры Украины и социальной защиты граждан.
Став народным депутатом, вкладывал средства как из депутатского фонда, так и собственные в развитие инфраструктуры своего округа. Как общественный деятель занимался решением ключевых вопросов граждан. Помогал и поддерживал ветеранские организации, школы, детские сады, медицинские учреждения, занимался благоустройством территорий.
Системно содействовал в решении социальных вопросов, выделял средства на ремонты школ и детских садов, постоянно оказывал финансовую помощь на лечение инвалидам, малоимущим и многодетным семьям.
Эффективно и успешно наладил взаимодействие органов местного самоуправления, мэров городов и председателей поселковых советов с профильными министерствами для качественного решения проблем в здравоохранении, образовании, социальной политике, транспортном и инфраструктурном секторах региона.
Организовывал и спонсировал проведение спортивных соревнований, культурных мероприятий, концертов, поддерживал школы, ВУЗы и творческие коллективы.
Обеспечил практически все школы округа компьютерными классами, библиотеками, спортивным инвентарем, школьными автобусами.
Помогал гериатрическому пансионату в Луганске. Восстановил и финансировал конно-спортивную школу Луганской области, в которой дети и юноши занимались выездкой и конкуром на бесплатной основе. Став президентом Федерации конного спорта Луганской области, организовывал турниры и соревнования как регионального, так и Национального уровней.
Будучи депутатом, организовал активную работу общественной приёмной. Только за 2012 год обработано и положительно решено около 8 000 обращений граждан округа. Аналогичная статистика по 2013—2014 годам.
Занимался вопросами водоснабжения и газификации населённых пунктов, ремонтом дорог и подъездов.
Также отмечалось постоянное результативное взаимодействие депутата с руководством и коллективами предприятий округа, направленное на решение социальных, производственных, юридических вопросов и взаимодействие с органами власти.

## Преследование
6 августа 2016 года, в рамках расследования уголовного дела в отношении бывшего руководителя фракции Партии регионов в Верховной Раде Украины Александра Ефремова, бывший депутат от Партии регионов Владимир Медяник был задержан Генеральной прокуратурой Украины. Медяник подозревается в совершении умышленных действий с целью изменения границ территории Украины в нарушение Конституции, что привело к гибели людей и других тяжких последствий (ч. 3 ст. 110 Уголовного кодекса Украины) и в совершении организационного и иного содействия созданию и деятельности террористической организации «Луганская народная республика» (ч. 1 ст. 258-3 Уголовного кодекса Украины). 8 августа Печерский районный суд Киева арестовал Владимира Медяника до 4 октября. 1 октября 2016 года Владимир Медяник объявил голодовку, требуя проведения одновременного допроса со свидетелями Ландиком, Ивановым, Грековым. 24 октября администрация Лукьяновского СИЗО (Киев) освободил Владимира Медяника за закрытия уголовного производства против него Генеральной прокуратурой Украины.
7 декабря 2016 года Владимир Медяник заявил, что сотрудники Генеральной прокуратуры Украины принуждали его дать показания против сопредседателя фракции «Оппозиционный блок» (ОБ) в Верховной Раде Украины Юрия Бойко и депутата от ОБ Сергея Дунаева.
В апреле 2017 года Медяник подал в суд на Генпрокуратуру и Государственную казначейскую службу с требованием выплатить ему 1 млн гривен морального ущерба. 9 октября 2017 года Печерский районный суд Киева частично удовлетворил иск экс-депутата и обязал выплатить ему 9,6 тыс. гривен, что составляет 3 минимальные зарплаты. Такой размер был рассчитан, исходя из сроков содержания под стражей Медяника. Отмечается, что апелляционный суд оставил решение без изменений, но в марте 2018 года Госказначейство подало жалобу в Верховный Суд с просьбой отменить взыскание данных средств. Однако, Верховный суд остановил взыскание морального ущерба на время рассмотрения иска. В мае 2018 года Кассационный гражданский суд Верховного суда начала рассматривать данное дело и в феврале текущего года постановил оставить без удовлетворения жалобу Госказначейства и обязал немедленно выплатить Медянику 9,6 тыс. гривен.
В февраля 2019 года Верховный суд постановил выплатить 9,6 тысячи гривен морального ущерба за его незаконное задержание и сообщение о подозрении в сепаратизме.

## Личная жизнь
Женат, имеет двух дочерей.
- Жена — Елена,
  - дочери — Алина (1994) и Каролина (2000).